# ファビオ・マルティンス
ファビオ・マルティンス(1993年7月24日-)はポルトガルのサッカー選手。ポジションはFW。

## 経歴
2013年8月27日、CDアヴェスにフリーで加入した。
2014-15シーズンはSCブラガに移籍した。2017年10月25日、ブラガとの契約を2022年まで延長した。
2021年、アル・ワフダ・アブダビに2年契約で移籍した。